# Potěhy
Potěhy (německy Potiech) jsou obec v okrese Kutná Hora ve Středočeském kraji. Leží asi pět kilometrů jihovýchodně od města Čáslav. Žije v ní 635 obyvatel. Při západním okraji obce protéká říčka Brslenka, na horním toku nazývaná také Čáslavka, která je levostranným přítokem řeky Doubravy.

## Historie
První písemná zmínka o obci pochází z roku 1242.
V obci Potěhy (přísl. Horky, 974 obyvatel, katolický kostel) byly v roce 1932 evidovány tyto živnosti a obchody: cihelna, holič, 4 hostince, knihkupectví, 2 koláři, 2 kováři, krejčí, 2 obuvníci, 2 pojišťovací jednatelství, pekař, 15 rolníků, řezník, 4 obchody se smíšeným zbožím, 4 trafiky, 2 truhláři.

## Obyvatelstvo
| Rok            | 1869 | 1880 | 1890 | 1900 | 1910 | 1921 | 1930 | 1950 | 1961 | 1970 | 1980 | 1991 | 2001 | 2011 | 2021 |
| -------------- | ---- | ---- | ---- | ---- | ---- | ---- | ---- | ---- | ---- | ---- | ---- | ---- | ---- | ---- | ---- |
| Počet obyvatel | 730  | 761  | 777  | 869  | 815  | 840  | 726  | 529  | 539  | 498  | 567  | 543  | 630  | 609  | 620  |
| Počet domů     | 74   | 78   | 81   | 88   | 118  | 132  | 140  | 147  | 145  | 132  | 142  | 151  | 167  | 180  | 201  |

## Obecní správa

### Územněsprávní začlenění
Dějiny územněsprávního začleňování zahrnují období od roku 1850 do současnosti. V chronologickém přehledu je uvedena územně administrativní příslušnost obce v roce, kdy ke změně došlo:
- do 1849 země česká, kraj Čáslav
- 1850 země česká, kraj Pardubice, politický okres Kutná Hora, soudní okres Čáslav[7]
- 1855 země česká, kraj Čáslav, soudní okres Čáslav
- 1868 země česká, politický i soudní okres Čáslav
- 1939 země česká, Oberlandrat Kolín, politický i soudní okres Čáslav[8]
- 1942 země česká, Oberlandrat Praha, politický i soudní okres Čáslav[9]
- 1945 země česká, správní i soudní okres Čáslav[10]
- 1949 Pardubický kraj, okres Čáslav[11]
- 1960 Středočeský kraj, okres Kutná Hora
- 2003 Středočeský kraj, obec s rozšířenou působností Čáslav

### Obecní symboly
Znak a vlajka byly obci uděleny rozhodnutím předsedkyně Poslanecké sněmovny Parlamentu České republiky dne 20. října 2022.

## Doprava
Dopravní síť
- Pozemní komunikace – Zastavěným územím obce prochází silnice III. třídy. Okrajem katastrálního území obce vede silnice I/38 Havlíčkův Brod - Čáslav - Kolín - Nymburk.

- Železnice – Železniční trať ani stanice na území obce nejsou. Nejblíže obci je železniční zastávka Horky u Čáslavi ve vzdálenosti 1,5 kilometru ležící na trati 230 z Kolína do Havlíčkova Brodu.

Veřejná doprava 2011
- Autobusová doprava – Obcí projížděly v pracovních dnech autobusové linky do Čáslavi, Prachovic, Třemošnice, Zbýšova a Žlebů (dopravce Veolia Transport Východní Čechy, a.s.). O víkendu byla obec bez dopravní obsluhy.

## Pamětihodnosti
- Kostel svatého Gotharda
- Výklenková kaplička stojí severozápadně od obce, při silnici na Drobovice, u čp. 148.
- Venkovské usedlosti čp. 2, 3, 11

## Školství
V Potěhách se nachází Mateřská škola a Základní škola Potěhy.